# Soreang
Soreang est une ville d’Indonésie de plus de 169 000 habitants[réf. nécessaire].

## Administrative divisions
L'agglomération de Soreang est divisée en 10 villages :
- Cingcin
- Karamatmulya
- Pamekaran
- Panyirapan
- Parungserab
- Sadu
- Sekarwangi
- Soreang
- Sukajadi
- Sukanagara